# Liste der irischen Abgeordneten zum EU-Parlament (1984–1989)
Die Liste der irischen Abgeordneten zum EU-Parlament (1984–1989) listet alle irischen Mitglieder des 2. Europäischen Parlaments nach der Europawahl in Irland 1984.

## Mandatsstärke der Parteien
- LD/LDR: 1
- EVP: 6
- EDA: 8

| Nationale Partei                | Mandate | Fraktion                                                                                          |
| ------------------------------- | ------- | ------------------------------------------------------------------------------------------------- |
| Fianna Fáil (FF)                | 18      | Fraktion der Sammlungsbewegung der Europäischen Demokraten (EDA)                                  |
| Fine Gael (FG)                  | 16      | Fraktion der Europäischen Volkspartei (EVP)                                                       |
| Parteilose Abgeordnete (Unabh.) | 1       | Liberale und Demokratische Fraktion (LD)Liberale und Demokratische Reformfraktion (LDR) (ab 1985) |
| Gesamt                          | 15      |                                                                                                   |

## Abgeordnete
| Bild | MEP                 | Lebens daten | von           | bis           | Partei | Fraktion | Wahlkreis       | Anmerkungen                   |
| ---- | ------------------- | ------------ | ------------- | ------------- | ------ | -------- | --------------- | ----------------------------- |
|      | Niall Andrews       | 1937–2006    | 24. Juli 1984 | 24. Juli 1989 | FF     | EDA      | Dublin          |                               |
|      | Mary Banotti        | 1939–2024    | 24. Juli 1984 | 24. Juli 1989 | FG     | EVP      | Dublin          |                               |
|      | Sylvester Barrett   | 1926–2002    | 24. Juli 1984 | 24. Juli 1989 | FF     | EDA      | Munster         |                               |
|      | Mark Clinton        | 1915–2001    | 24. Juli 1984 | 24. Juli 1989 | FG     | EVP      | Leinster        |                               |
|      | Gene Fitzgerald     | 1932–2007    | 24. Juli 1984 | 24. Juli 1989 | FF     | EDA      | Munster         |                               |
|      | James Fitzsimons    | 1936         | 24. Juli 1984 | 24. Juli 1989 | FF     | EDA      | Leinster        |                               |
|      | Seán Flanagan       | 1922–1993    | 24. Juli 1984 | 24. Juli 1989 | FF     | EDA      | Connacht-Ulster |                               |
|      | Mark Killilea       | 1939–2018    | 24. März 1987 | 24. Juli 1989 | FF     | EDA      | Connacht-Ulster | Nachgerückt für Ray MacSharry |
|      | Patrick Lalor       | 1926–2016    | 24. Juli 1984 | 24. Juli 1989 | FF     | EDA      | Leinster        |                               |
|      | Eileen Lemass       | 1932         | 24. Juli 1984 | 24. Juli 1989 | FF     | EDA      | Dublin          |                               |
|      | Thomas Joseph Maher | 1922–2002    | 24. Juli 1984 | 24. Juli 1989 | Unabh. | LD/LDR   | Munster         |                               |
|      | Joe McCartin        | 1939         | 24. Juli 1984 | 24. Juli 1989 | FG     | EVP      | Connacht-Ulster |                               |
|      | Ray MacSharry       | 1938         | 24. Juli 1984 | 10. März 1987 | FF     | EDA      | Connacht-Ulster | Nachrücker: Mark Killilea     |
|      | Tom O’Donnell       | 1926–2020    | 24. Juli 1984 | 24. Juli 1989 | FG     | EVP      | Munster         |                               |
|      | Chris O’Malley      | 1959         | 3. Juni 1986  | 24. Juli 1989 | FG     | EVP      | Dublin          | Nachgerückt für Richie Ryan   |
|      | Tom Raftery         | 1933         | 24. Juli 1984 | 24. Juli 1989 | FG     | EVP      | Munster         |                               |
|      | Richie Ryan         | 1929–2019    | 24. Juli 1984 | 18. Mai 1986  | FG     | EVP      | Dublin          | Nachrücker: Chris O’Malley    |